# Yasuhiro Ōuchi
Yasuhiro Ōuchi (jap. 大内 康裕, Ōuchi Yasuhiro; * 20. Juli 1982 in Kushiro, Hokkaidō) ist ein japanischer Eishockeyspieler, der seit 2009 bei den Tōhoku Free Blades in der Asia League Ice Hockey unter Vertrag steht.

## Karriere
Yasuhiro Ōuchi begann seine Karriere als Eishockeyspieler in der Amateurmannschaft X-united. Anschließend unterschrieb er einen Vertrag bei den Tōhoku Free Blades, die in der Saison 2009/10 ihren Spielbetrieb in der Asia League Ice Hockey aufnahmen. In dieser gab der Verteidiger in seinem Rookiejahr im professionellen Eishockey in 34 Spielen drei Torvorlagen. Zudem erhielt er 14 Strafminuten. Bei den Tohoku Free Blades ist der Japaner Mannschaftskapitän. In der Saison 2010/11, welche aufgrund des Tōhoku-Erdbebens vorzeitig beendet wurde, gewann er mit seiner Mannschaft erstmals den Meistertitel der Asia League Ice Hockey.

## Erfolge und Auszeichnungen
- 2011 Asia-League-Ice-Hockey-Meister mit den Tōhoku Free Blades

## Asia-League-Statistik
(Stand: Ende der Saison 2010/11)